# Carl Moe
Carl Julius Moe (født 22. maj 1848 i Roskilde, død 21. juni 1927 i København) var en dansk teolog og mellem 1915 og 1927 formand for Indre Mission. Han blev student i Ribe i 1866 og cand.teol. i 1872. Han fungerede som præst, først i Harboøre fra 1877 til 1885 og siden i Skanderup mellem 1885 og 1922. Han er særligt kendt for sine vækkelsestaler.
Carl Moe blev begravet ved Skanderup Kirke, og gravstenens relief er udført af Niels Hansen Jacobsen.